# Dybsø Fjord
Dybsø Fjord är en lagun i Danmark. Den ligger i Region Själland, i den sydöstra delen av landet. Lagunen har anslut till Karrebæksminde Bugt.